# Dompierre-en-Morvan
Dompierre-en-Morvan é uma comuna francesa na região administrativa da Borgonha-Franco-Condado, no departamento de Côte-d'Or. Estende-se por uma área de 14,82 km². Em 2010 a comuna tinha 212 habitantes (densidade: 14,3 hab./km²).